# Wallonia Club Sibret
Wallonia Club Sibret is een Belgische voetbalclub uit Sibret, die bij de KBVB is aangesloten met stamnummer 6723. De clubkleuren zijn groen, zwart en wit. De eerste damesploeg speelt sinds het seizoen 2015/16 in Tweede klasse.

## Geschiedenis
Een eerste Wallonia Club werd gesticht in 1942, maar verdween in 1954 van het toneel om pas in 1964 opnieuw te worden opgericht. Bijna gedurende zijn hele bestaan speelde het mannenteam in derde provinciale, één occasionele uitstap naar tweede provinciale (in 1974) niet te na gesproken. Ook de veertigste verjaardag van de club werd gevierd met een promotie naar Tweede provinciale, waar het mannenteam nu nog speelt.

### Vrouwenafdeling
De vrouwenafdeling van WC Sibret werd in 2000 opgericht, na de ontbinding van het dameselftal van Sainte Ode. In het eerste seizoen wordt Sibret vierde, maar wat later is het goed raak: in 2004 en 2005 wordt de club twee keer op rij kampioen en hijst zich zo voor het eerst naar het nationale niveau, maar degradeert meteen weer. 
In 2008 viert de club wel weer de titel in Eerste provinciale en mag zo weer naar Derde klasse. Daar klimt de club nu steeds hoger, met een tiende en een vierde plaats als aanloop naar de titel in 2011.
In Tweede klasse overleeft de club één degradatiestrijd (12e op 14 ploegen in 2012), maar de inkrimping van die divisie is er te veel aan: met een 12e plaats op ditmaal 12 ploegen zakt Sibret na het seizoen 2012/13 weer naar Derde klasse. Daar wordt het eerst derde, om in 2015 alweer naar de Tweede afdeling te stijgen. In 2016/17 wordt Sibret tweede op veertien ploegen, de beste prestatie ooit van de club.

## Resultaten

### Erelijst
- Derde klasse (2x): 2011, 2015
- Provinciaal kampioen Luxemburg (3x): 2004, 2005, 2008

### Seizoenen A-ploeg
| Seizoen | Reeks              | Niveau | Plaats | Punten | Beker          | Opmerkingen                                                                         |
| ------- | ------------------ | ------ | ------ | ------ | -------------- | ----------------------------------------------------------------------------------- |
| 2000/01 | Eerste provinciale | 3      | 4      | ?      | ?              |                                                                                     |
| 2001/02 | Eerste provinciale | 4      | 2      | 37     | ?              | Derde klasse als nieuw derde niveau                                                 |
| 2002/03 | Eerste provinciale | 4      | 1      | ?      | ?              | Winst in reguliere competitie, maar 3e plaats in eenmalige play-off                 |
| 2003/04 | Eerste provinciale | 4      | 1      | ?      | ?              | promotie naar Derde klasse geweigerd                                                |
| 2004/05 | Eerste provinciale | 4      | 1      | 70     | Eerste ronde   |                                                                                     |
| 2005/06 | Derde klasse B     | 3      | 13     | 16     | ?              |                                                                                     |
| 2006/07 | Eerste provinciale | 4      | 2      | ?      | ?              | Gelijk eerste met Jeunesse Arlonaise, maar testwedstrijd met 1-0 verloren           |
| 2007/08 | Eerste provinciale | 4      | 1      | ?      | ?              |                                                                                     |
| 2008/09 | Derde klasse B     | 3      | 10     | 31     | ?              |                                                                                     |
| 2009/10 | Derde klasse B     | 3      | 4      | 48     | ?              |                                                                                     |
| 2010/11 | Derde klasse B     | 3      | 1      | 46     | 1/16de finales |                                                                                     |
| 2011/12 | Tweede klasse      | 2      | 12     | 26     | Tweede ronde   |                                                                                     |
| 2012/13 | Tweede klasse      | 3      | 12     | 17     | 1/16de finales | Women's BeNe League als nieuw eerste niveau                                         |
| 2013/14 | Derde klasse B     | 4      | 3      | 55     | Derde ronde    |                                                                                     |
| 2014/15 | Derde klasse B     | 4      | 1      | 54     | Derde ronde    |                                                                                     |
| 2015/16 | Tweede klasse      | 3      | 6      | 37     | Derde ronde    |                                                                                     |
| 2016/17 | Tweede klasse B    | 3      | 2      | 55     | Derde ronde    |                                                                                     |
| 2017/18 | Tweede klasse B    | 3      | 7      | 38     |                |                                                                                     |
| 2018/19 | Tweede klasse B    | 3      | 8      | 33     |                |                                                                                     |
| 2019/20 | Tweede klasse B    | 3      | 7      | 23     |                |                                                                                     |
| 2020/21 | Tweede klasse B    | 3      | -      | -      |                | seizoen geschrapt wegens Covid-19                                                   |
| 2021/22 | Tweede klasse B    | 3      | 10     | 21     |                |                                                                                     |
| 2022/23 | Tweede klasse B    | 3      | 9      | 33     |                |                                                                                     |
| 2023/24 | Interprovinciale C | 3      | 3      | 50     |                |                                                                                     |
| 2024/25 | Interprovinciale C | 3      | 5      | 34     |                | Na dit seizoen besliste de club zijn team uit de Interprovinciale terug te trekken. |

## Mannenploeg
De mannenploeg van WC Sibret speelt in de provinciale reeksen van Luxemburg.